# Mioscarta forcipata
Mioscarta forcipata är en insektsart som beskrevs av Gustav Breddin 1901. Mioscarta forcipata ingår i släktet Mioscarta och familjen spottstritar. Inga underarter finns listade i Catalogue of Life.